# Gagrella viridargentea
Gagrella viridargentea is een hooiwagen uit de familie Sclerosomatidae.